# Lafayette (Colorado)
Lafayette es una ciudad ubicada en el condado de Boulder en el estado estadounidense de Colorado. En el año 2000 tenía una población de 23.197 habitantes y una densidad poblacional de 1.004,2 personas por km².

## Geografía
Lafayette se encuentra ubicada en las coordenadas 39°59′42″N 105°6′2″O / 39.99500, -105.10056.

## Demografía
Según la Oficina del Censo en 2000 los ingresos medios por hogar en la localidad eran de $56.376, y los ingresos medios por familia eran $64.088. Los hombres tenían unos ingresos medios de $44.167 frente a los $31.381 para las mujeres. La renta per cápita para la localidad era de $27.780. Alrededor del 7% de la población estaba por debajo del umbral de pobreza.